# Noferefré naptemploma
Noferefré naptemploma egyike azon ókori egyiptomi naptemplomoknak, amelyeket Ré napisten tiszteletére emeltek az V. dinasztia idején. Összesen hat ilyen templom létezése alátámasztható régészeti adatokkal; közülük egyedül Uszerkaf, valamint Niuszerré naptemplomának a pontos helye ismert. Noferefré naptemploma a király rövid uralkodása miatt valószínűleg befejezetlen maradt, helye napjainkig nem ismert. Ókori neve, a Hotepré (ḥtp-rˁ.w) jelentése: „Ré áldozati oltára”.

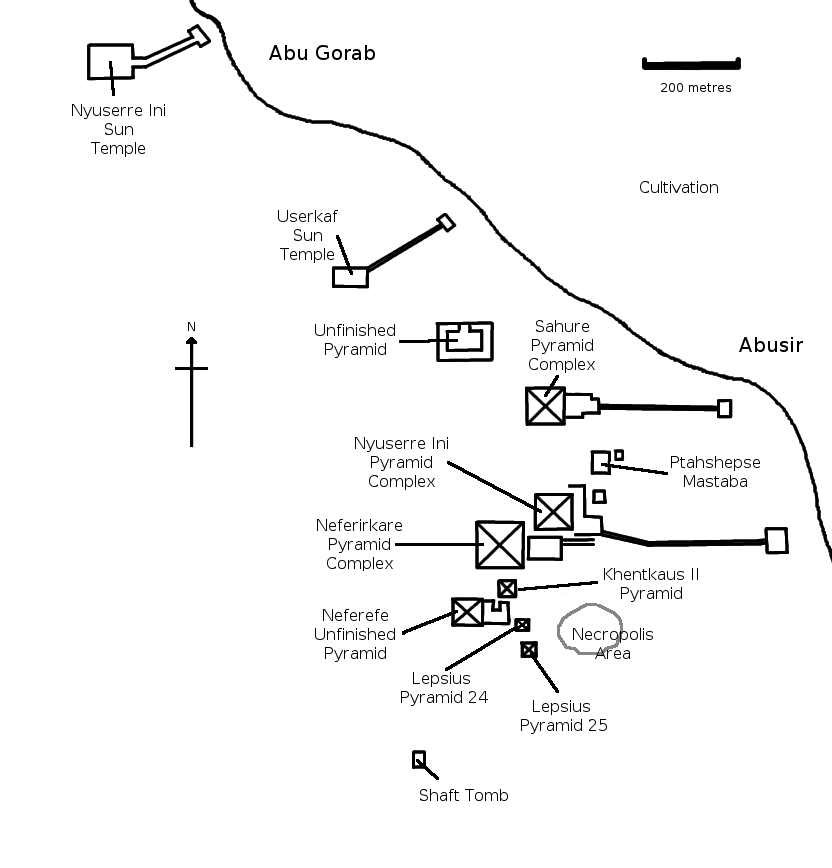
Az abuszíri nekropolisz

Noferefré naptemploma jelenleg kizárólag írott forrásokból ismert: két abuszíri pecsétlenyomatról, valamint Ti masztabájának feliratairól, ahol a sírtulajdonos címeit sorolják fel. Ti, bár Szahuré és Noferirkaré naptemplomában, a Szetibrében és a Hoteprében papi és adminisztratív jellegű címeket viselt, a Noferefréében csak utóbbit. Rajta kívül Noferefré naptemplomának egyetlen hivatalnoka sem ismert, ahogyan a templom papjaié sem. Feltételezhető, hogy a Noferefrét követő Niuszerré uralkodása alatt a kultusznak vége szakadt, valószínűleg magát az épületet is lerombolták. Elképzelhető, hogy Niuszerré saját naptemploma, a Seszepibré ugyanezen a helyen épült.

## Megjegyzés
1. ↑  Az utolsó hieroglifa a képen hozzávetőlegesen hasonlít a templom eredeti nevében használtra, amely zömök obeliszket mutat lapos talapzaton.
2. ↑  Voß: Untersuchungen zu den Sonnenheiligtümern der 5. Dynastie. p. 155
3. ↑  Verner: Sonnenheiligtümer. p. 44

## Fordítás
Ez a szócikk részben vagy egészben  a   Sonnenheiligtum des Raneferef című német Wikipédia-szócikk ezen változatának fordításán alapul.  Az eredeti cikk szerkesztőit annak laptörténete sorolja fel. Ez a jelzés csupán a megfogalmazás eredetét és a szerzői jogokat jelzi, nem szolgál a cikkben szereplő információk forrásmegjelöléseként.